# Marcgravia crenata
Marcgravia crenata là một loài thực vật có hoa trong họ Marcgraviaceae. Loài này được Poepp. ex Wittm. mô tả khoa học đầu tiên năm 1878.